# Палчє
Палчє (словен. Palčje) — поселення в общині Пивка, Регіон Нотрансько-Крашка, Словенія. Висота над рівнем моря: 602,2 м.